# منطقه سلطنتی کینگستون آپون تیمز
منطقه سلطنتی کینگستون آپون تیمز (به انگلیسی: Royal Borough of Kingston upon Thames) یکی از مناطق لندن بزرگ است.
این منطقه ۳۷٫۲۵ کیلومتر مربع مساحت و ۱۶۰٬۱۰۰ نفر جمعیت دارد.

## خواهرخوانده
شهر دلفت خواهرخواندهٔ منطقه سلطنتی کینگستون آپون تیمز هست.